# Pelageya Danílova
Pelagueya Danílova (Óblast de Pskov, Rusia, 4 de mayo de 1918-San Petersburgo, 30 de julio de 2001) es una gimnasta artística soviética, ganadora de dos medallas —una de oro y una de plata— en las Olimpiadas de Helsinki 1952.

## Carrera deportiva
Su gran éxito lo obtuvo en los JJ. OO. de Helsinki 1952 logrando el oro en equipo —por delante de las húngaras y checoslovacas— y plata en equipo con aparatos (una modalidad similar a la gimnasia rítmica actual), tras las suecas y por delante de las húngaras.
Dos años después, en el Mundial de Roma 1954 consiguió el oro en el concurso por equipos, por delante de las húngaras y checoslovacas.